# Tiya

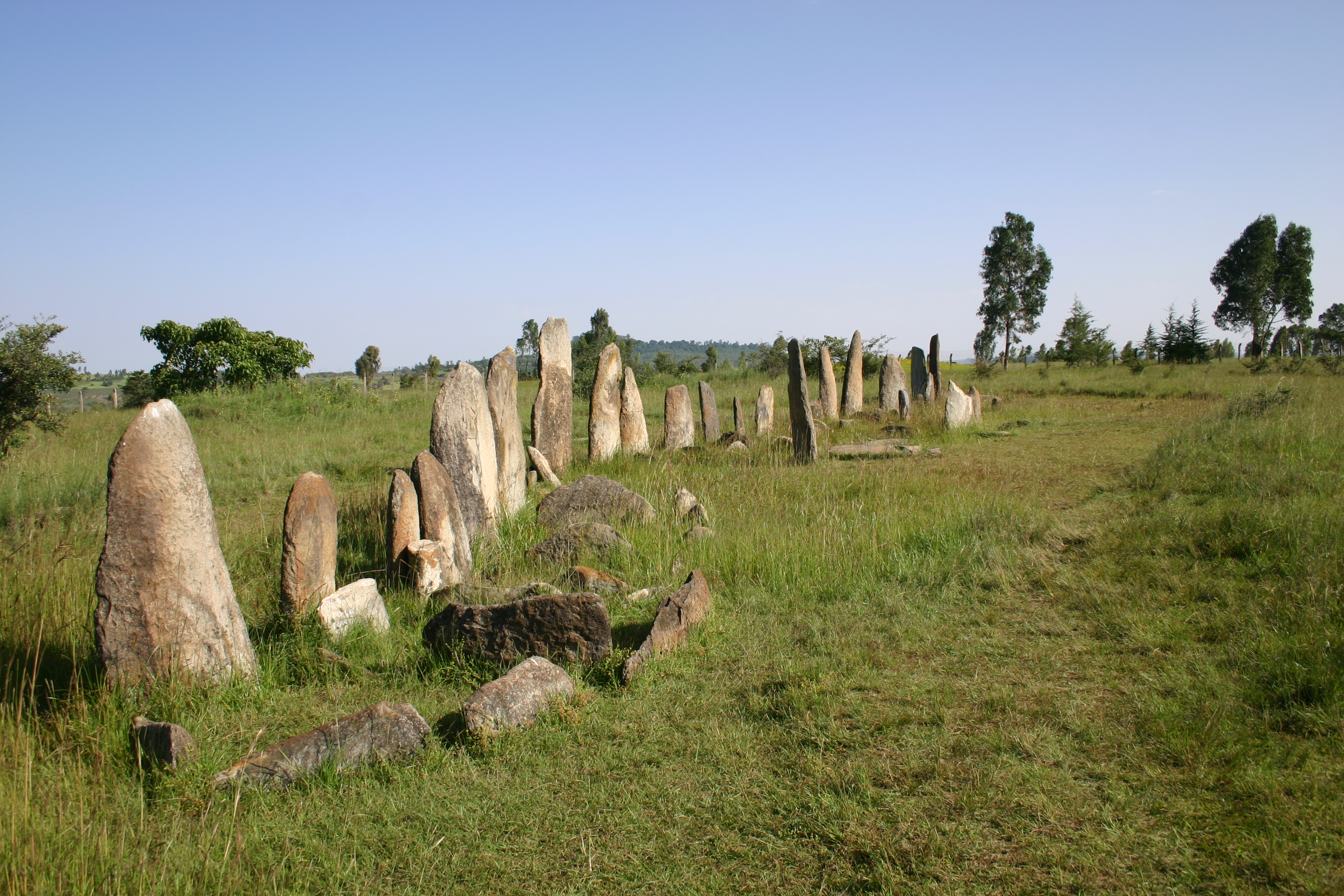
Tiya

Tiya este un oraș din Etiopia.

## Patrimoniu mondial UNESCO
Stelele reliefate de la Tiya au fost înscrise în anul 1980 pe lista patrimoniului cultural mondial UNESCO.